# Guilherme Biro
Guilherme Sucigan Mafra Cunha (Campinas, 20 de abril de 2004), mais conhecido como Guilherme Biro, é um futebolista brasileiro que atua como meio-campista. Atualmente joga no Sharjah FC, emprestado pelo Corinthians.

## Carreira

### Corinthians

#### Categorias de base
Iniciou sua carreira nas divisões de base do Corinthians em 2015, no sub-11. Pela base alvinegra, foi campeão do Campeonato Paulista sub-13 e sub-17, em 2017 e 2021, respectivamente. Seu apelido foi inspirado no jogador Biro-Biro, devido aos seus cabelos cacheados serem semelhantes ao do ex-jogador. Em 2020, assinou seu primeiro contrato como jogador profissional.

#### Profissional
Em 2021, foi promovido ao elenco profissional do Corinthians pelo técnico Vagner Mancini. Em 2022, disputou pela primeira vez a Copa São Paulo de Futebol Júnior. Fez sua estreia na equipe profissional do Corinthians em 2 de julho de 2022, na derrota por 4-0 contra o Fluminense, no Maracanã, pelo Campeonato Brasileiro 2022.
Em 2023, disputou pelo segundo ano consecutivo a Copa São Paulo de Futebol Júnior. Em 3 de março de 2023, renovou seu contrato com o Corinthians até o final de 2027.

### Sharjah FC
Em 9 de setembro de 2024, foi emprestado ao Sharjah FC por uma temporada com preço fixado para uma opção de compra de 50% dos direitos econômicos por 2,5 milhões de dólares (R$ 13 mihões).

## Seleção brasileira

### Sub-20
Em 17 de janeiro de 2023, foi convocado pela seleção brasileira sub-20 para a disputa do Campeonato Sul-Americano Sub-20 2023. Em 12 de fevereiro, foi campeão do Sul-Americano Sub-20 após a seleção brasileira vencer o Uruguai por 2-0.

### Sub-23
Em 22 de setembro de 2023, foi convocado para a seleção brasileira sub-23 para a disputa dos Jogos Pan-Americanos 2023 em Santiago, Chile. Em 4 de novembro, foi medalhista de ouro após a seleção brasileira vencer o Chile nos pênaltis por 4-2. Em 7 de novembro de 2023, foi convocado novamente para a seleção sub-23 para o período de treinamento do Torneio Pré-Olímpico 2024 que acontece em janeiro, na Venezuela.
Em 21 de dezembro de 2023, foi convocado para a disputa do Torneio Pré-Olímpico 2024. No quadrangular final da competição, Biro fez o gol da vitória da Seleção Brasileira contra a Seleção da Venezuela e foi elogiado pelo técnico Ramon Menezes que disse que o jogador "sabe o que é vestir a camisa sa Seleção Brasileira". Infelizmente, em 11 de fevereiro de 2024, a seleção canarinha acabou ficando fora dos Jogos Olímpicos 2024 após a derrota para a Seleção Argentina por 1-0, o que resumiu a campanha do Brasil como vexatória.

## Títulos
Corinthians
- Campeonato Paulista Sub-17: 2021[carece de fontes?]

Sharjah
- Liga dos Campeões Dois da AFC: 2024–25[22]

Seleção Brasileira Sub-15
- Campeonato Sul-Americano Sub-15: 2019[carece de fontes?]

Seleção Brasileira Sub-20
- Campeonato Sul-Americano Sub-20: 2023[carece de fontes?]

Seleção Brasileira Sub-23
- Jogos Pan-Americanos 2023: Medalha de ouro[carece de fontes?]

## Ligações Externas
- Guilherme Biro (em português) em Sofascore
- Guilherme Biro (em português) em Soccerway